# Brezovica (Vlasotince)
Pour les articles homonymes, voir Brezovica.
Brezovica (en serbe cyrillique : Брезовица) est un village de Serbie situé dans la municipalité de Vlasotince, district de Jablanica. Au recensement de 2011, il comptait 86 habitants.

## Démographie
| 1948 | 1953 | 1961 | 1971 | 1981 | 1991 | 2002 | 2011 |
| ---- | ---- | ---- | ---- | ---- | ---- | ---- | ---- |
| 359  | 371  | 388  | 400  | 360  | 232  | 165  | 86   |

|  |